# Gommiswald
Gommiswald je obec na východě Švýcarska v kantonu St. Gallen. Žije zde přibližně 5 200 obyvatel.
Od roku 2013 jsou součástí obce Gommiswald také dříve samostatné obce Ernetschwil a Rieden.

## Geografie
Gommiswald se nachází asi 4 km východně od Uznachu na řece Ricken. Od sloučení v roce 2013 tvoří politickou obec obce Ernetschwil, Gebertingen, Gommiswald, Ricken, Rieden a Uetliburg.
Sousedními obcemi jsou Eschenbach, Ebnat-Kappel, Kaltbrunn a Uznach.

## Historie

Letecký pohled (1919)

První zmínka o Gommiswaldu pochází z roku 1178 pod názvem Göycheim.
Klášter Schänis držel v obci práva od raného středověku (koupě v roce 1556) a patronátní právo si udržel až do zrušení kláštera v roce 1811. Jako součást velké farnosti Benken patřil tehdejší Gauen a oblast Gaster až do roku 1823 k diecézi Chur, ale před rokem 1200 byl začleněn do toggenburského hrabství Uznach, kterému v letech 1439–1798 vládly Schwyz a Glarus. V roce 1500 založila obec vlastní farnost a postavila farní kostel svatého Jakuba v Gauenu, který se následně vyvinul v centrum obce. Na základě legendárního výkladu polního jména Regelstein (ve 13. století Reglunstein) byla na vrcholu kopce v pozdním středověku postavena kaple Felix a Regula, která byla v roce 1676 přenesena do Üetliburgu jako nová stavba. Na vrcholu kopce Buchholz, nedaleko poutní cesty do Einsiedelnu, založil v roce 1761 duchovní Josef Helg premonstrátský klášter Berg Sion.
Rozšíření silnice Kaltbrunn–Ricken (1785-88) a výstavba silnice do Uznachu (1830) zlepšily přístup do obce. V roce 1803 se Gommiswald a Ernetschwil sloučily v jednu politickou obec; v roce 1807 se však opět rozdělily. Až do 20. století zůstával Gommiswald bez průmyslu; továrna na bavlněnou vlnu Kistler, otevřená v roce 1932, poskytovala v roce 1979 zaměstnání 90 a v roce 2002 40 pracovníkům. V roce 1956 založil Gommiswald se sousedními obcemi Ernetschwil a Rieden středoškolské společenství. Od roku 1960 se počet obyvatel zdvojnásobil a obec se vyvinula v rezidenční a rekreační obec s novými podniky a mnoha rekreačními byty, což vedlo k nárůstu dojížďky za prací a rozrůstání zástavby.
Doposud samostatné obce Gommiswald, Ernetschwil a Rieden se sloučily v roce 2013 do jedné obce pod názvem Gommiswald.

## Obyvatelstvo

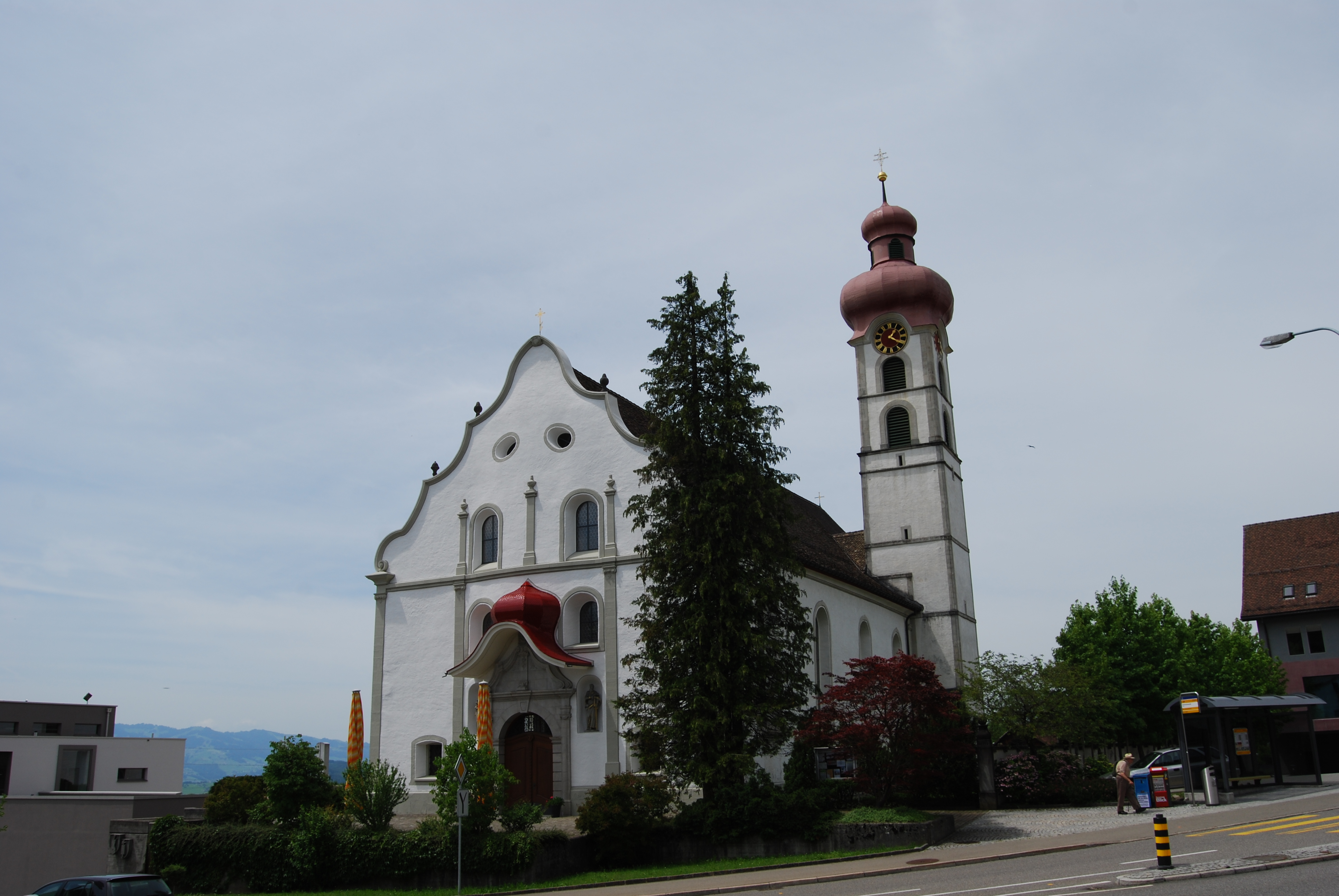
Kostel

| Rok            | 1850 | 1900 | 1950 | 1980 | 2000 | 2010 |
| Počet obyvatel | 1092 | 1010 | 1187 | 1601 | 2634 | 2791 |

## Doprava
Gommiswald leží mimo hlavní dopravní tahy, na regionálních silnicích do Uznachu a Kaltbrunnu. Spoje veřejné dopravy zajišťují autobusové linky Postbus.